# Ян Брейгель Старший

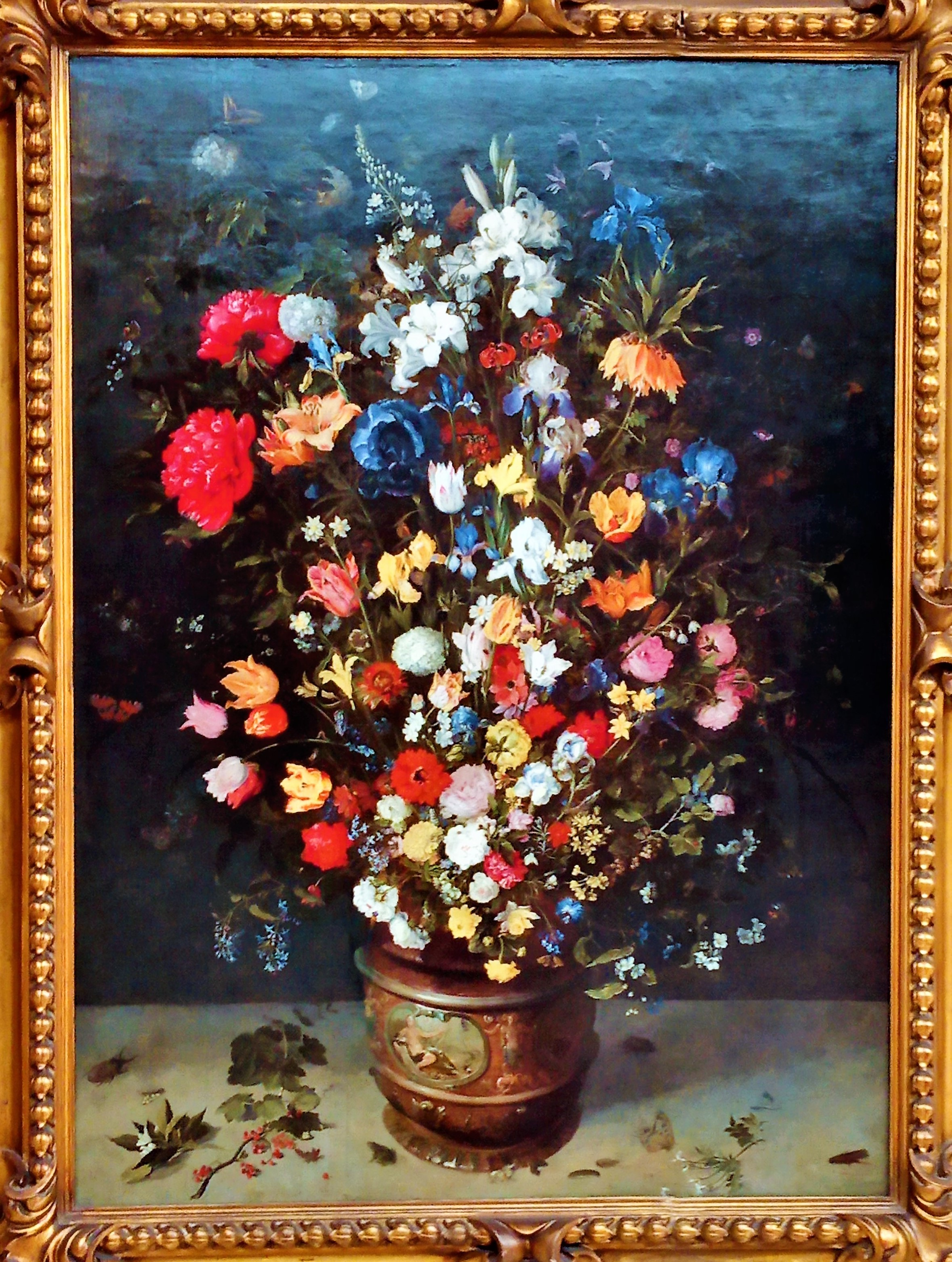
Букет(Бухарест, Галерея Європейського мистецтва)

Ян Бре́йгель Ста́рший (нід. Jan Brueghel de Oude; 1568, Брюссель —13 січня 1625, Антверпен) — фламандський художник епохи бароко. Мав прізвиська «Оксамитовий», «Райський».

## Життєпис
Походив з художньої родини. Син відомого нідерландського художника Пітера Брейгеля Старшого та Майкен ван Кук, доньки художника Пітера Кука ван Альста. Народився у 1568 році, а вже у 1569 році втратив батька, його мати померла у 1578 році. Виховувала Яна та його брата Пітера бабця Майкен Верхюльст, яка була відомою свого часу художницею-мініатюристкою. В цей час родина перебирається до Антверпена.
Навчався у Пітера Гуткіндта. У 1589 році Ян Брейгель вирушив до Італії. Спочатку перебував у Мілані, згодом у Неаполі. З 1592 по 1595 рік Ян Брейгель прожив у Римі, де подружився з художником-пейзажистом Паулем Брілем. Водночас співпрацював з Йоганном Роттенхаммером. Багато замовлень виконував для кардинала Федеріко Борромео.
Після повернення до Фландрії у 1597 році як син майстра він був прийнятий в Антверпенську гільдію художників Св. Луки. 23 січня 1599 року він одружився з донькою картографа та гравера Жерера де Юда.
У 1601—1602 роках Ян Брейгель Старший обіймав посаду декана гільдії Святого Луки, в 1604 році побував у Празі, а пізніше як придворний художник працював при брюссельському дворі намісників іспанських Нідерландів ерцгерцога Альберта Австрійського та інфанти Ізабелли Габсбург, про що збереглася згадка, датована 1606 роком.
1603 роки помирає перша дружина (народила 3 дітей), й він вступає у шлюб вдруге — з Катариною ван Марієнбург (народила 8 дітей). Ян Брейгель Старший помер у 1625 році від холери, жертвою цієї хвороби разом з ним стали троє його дітей — Пітер, Елізабет і Марія.

## Творчість
Був одним з найбільш затребуваних художників поряд з Пітером Паулем Рубенсом. Для Яна Брейгеля Старшого були характерні яскраві, строкаті фарби, чіткі, точні лінії зображення, водночас притаманні сухість та жорсткість.
До творчої спадщини Яна Брейгеля Старшого належить безліч чудових пейзажів з маленькими людськими фігурками, іноді на біблійні сюжети. Він першим увів до традиції зображувати героїв біблії у квіткових віночках.
У перший період своєї творчості Ян Брейгель більш відомий своїми детальними зображеннями квітів у вигляді натюрмортів або квіткових вінків. При цьому як матеріал застосовував акварель або туш. За свої квіткові композиції, зображення садів він отримав прізвисько «Райський» (іноді ще називають «Квітковий»). Завдяки своїй покровительці ерцгерцогині, художник мав доступ в королівські оранжереї, в яких вирощували рідкісні рослини. Він завжди писав з натури та чекав багато місяців, коли розквітне та чи інша рослина. При цьому робив декілька малюнків у різні часи доби, під різним освітленням та кутом. Лише після цього розпочинав працювати над картиною.
Ян Брейгель також написав велику кількість картин на міфологічні теми та алегорій, найвідомішою з яких є «Чотири елементи та п'ять почуттів» (1617—1618, разом з Рубенсом). Головним темами алегорій були стихії природи — повітря, вогонь, вода, земля.
З 1600 року Ян Брейгель захопився зображення буденних речей, сільських та міських ландшафтів, ринків та портів (відома його серія рибних ринків).

## Родина
Справу Яна Брейгеля Старшого продовжили його сини — талановиті художники Ян Брейгель молодший (1601—1678) та Амбросій Брейгель (1617—1675). Його донька Ганна вийшла заміж за художника Давіда Тенірса Молодшого, онук від іншої доньки Пашасі — Ян ван Кассель — також став відомим художником.